# Crupina vulgaris
Crupina vulgaris oder der Gewöhnliche, Gemeine Schlu(ü)pfsame(n), ist eine Pflanzenart aus der Gattung Schlupfsamen (Crupina) innerhalb der Familie der Korbblütler (Asteraceae).

## Beschreibung

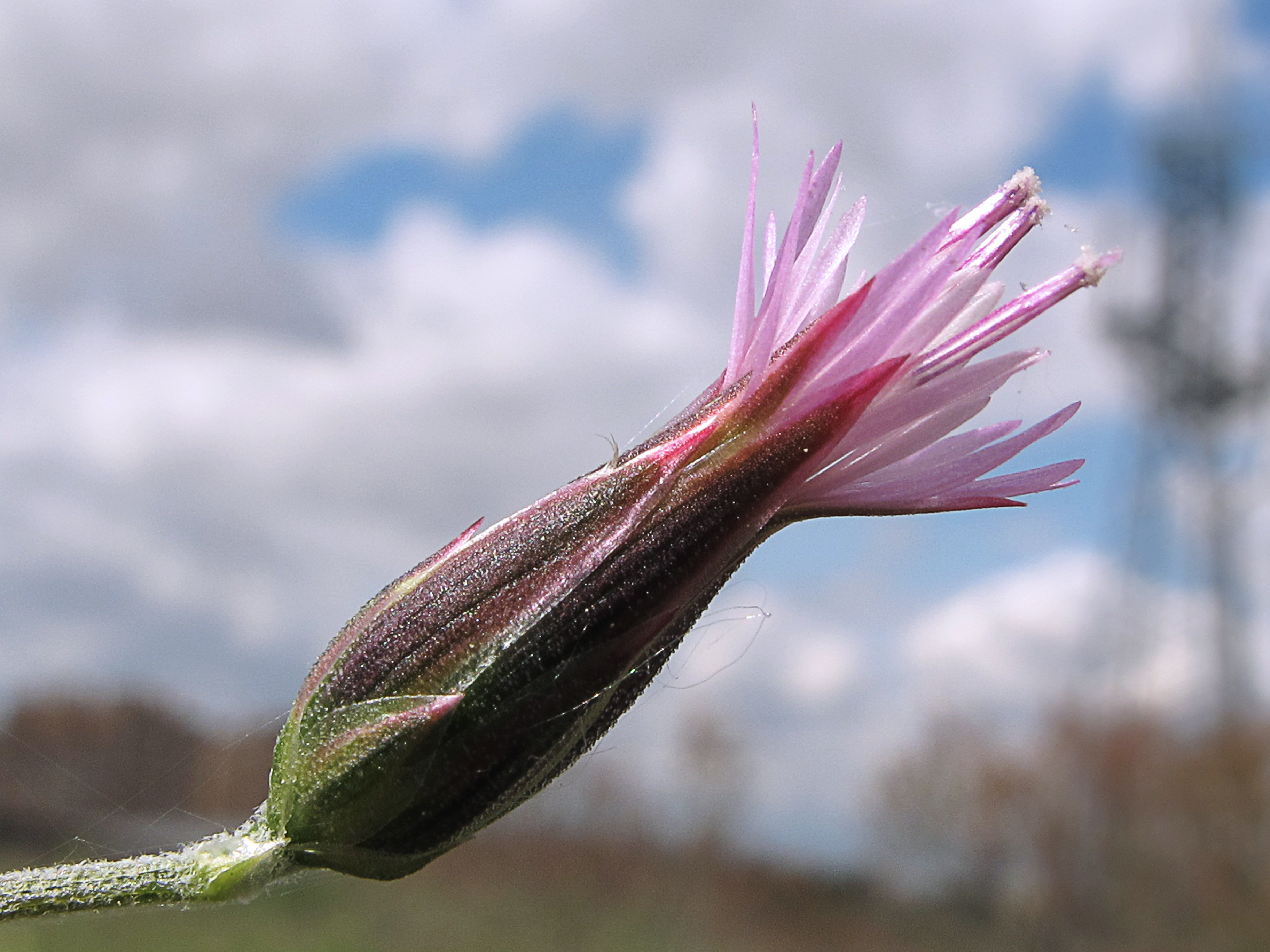
Blütenkorb

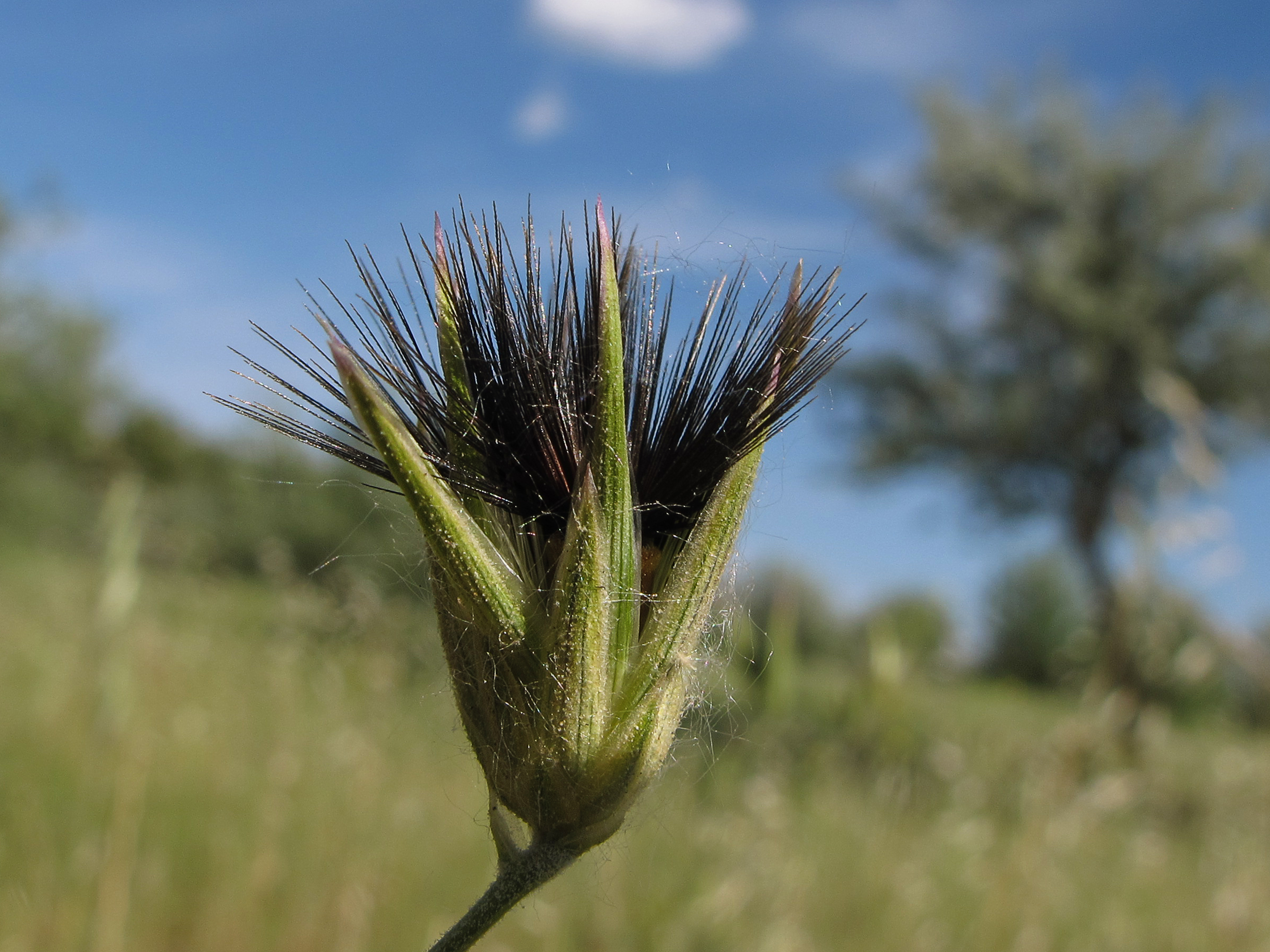
Fruchtstand

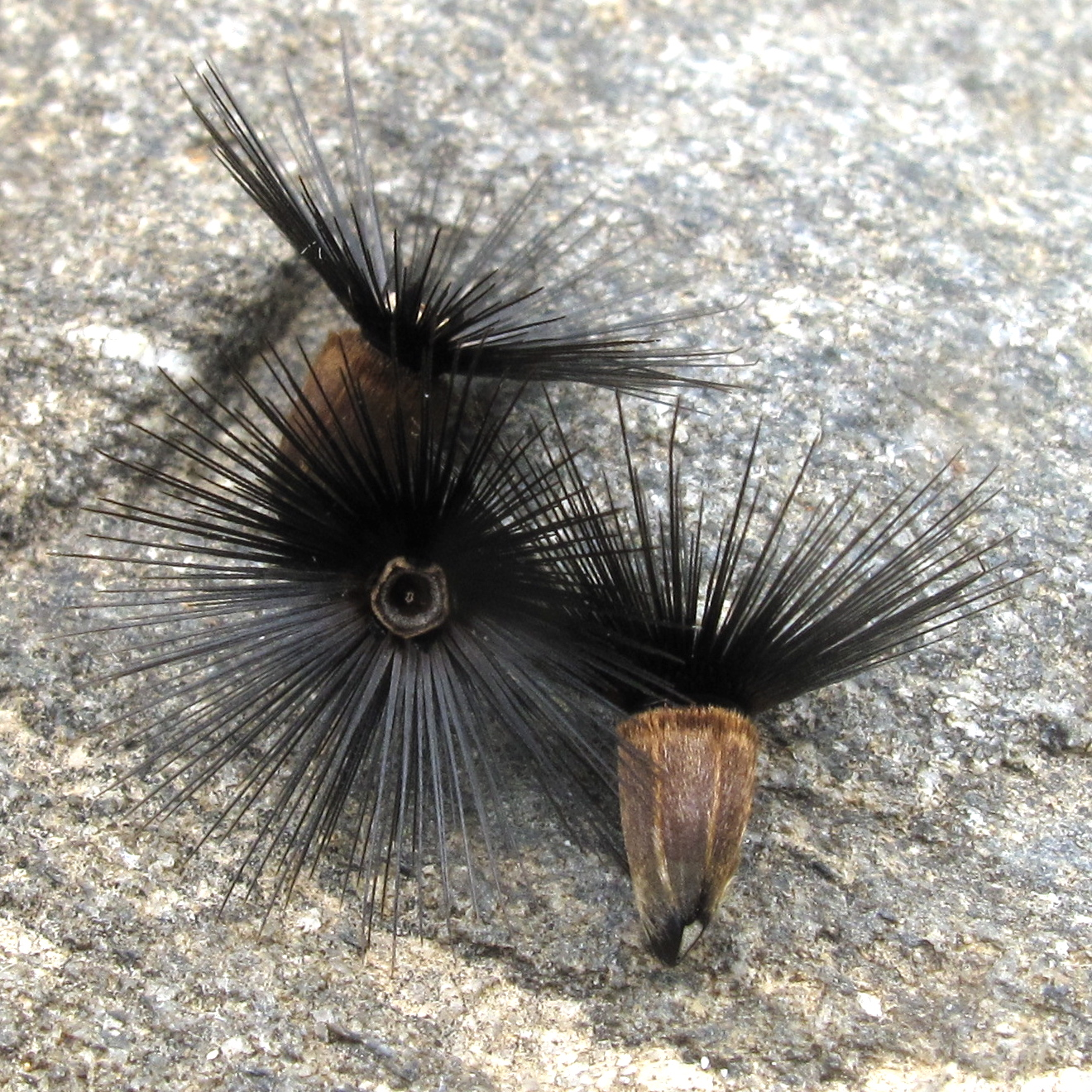
Achänen

### Vegetative Merkmale
Crupina vulgaris ist eine schlanke und einjährige krautige Pflanze und erreicht Wuchshöhen von 20 bis 80 Zentimetern. Ihr aufrechte Stängel ist bis zu den Ästen hinauf beblättert.
Die grundständigen Laubblätter sind sitzend oder gestielt und sterben rasch ab; ihre einfache Blattspreite ist verkehrt-eiförmig, ganzrandig bis gezähnt. Die Stängelblätter sind sitzend und fiederschnittig, ihre Blattabschnitte sind bei einer Breite von 0,5 bis 1,5 Millimetern linealisch und gezähnelt, stachelspitzig sowie drüsig bewimpert. Die Blattspindel ist breit geflügelt.

### Generative Merkmale
Die Blütezeit reicht von Mai bis Juli, in der Schweiz wird Juli bis September angegeben. Die grüne bis purpurfarbene und dachige Hülle ist zur Anthese bei einer Länge von 8 bis 15 Millimetern sowie einem Durchmesser von 3 bis 5 Millimetern schmal-eiförmig. Das Körbchen enthält nur fünf bis acht purpurfarbene Röhrenblüten mit pfriemlichen bis zerschlitzten, borstigen Spreublättern. Die äußeren Röhrenblüten sind steril und vergrößert, die inneren sind zwittrig.
Die mehr oder weniger, besonders oben behaarten Achänen sind bei einer Länge von 3 bis 4 Millimetern sowie einem Durchmesser von 2 bis 2,5 Millimetern stumpf-kegelförmig, die borstigen, äußeren, ungleich langen Pappushaare sind 5 bis 6 Millimeter lang und schwarzbraun, um das innere, kleine Krönchen sitzen kleine, spitze Schuppen.
Die Chromosomenzahl ist 2n = 30.

## Vorkommen
Crupina vulgaris kommt ursprünglich in Mittel-, Süd- und Osteuropa, in Nordafrika, Indien und in den gemäßigten Gebieten Asiens vor. In den Vereinigten Staaten ist sie ein Neophyt. In Europa reicht ihr Verbreitungsgebiet nördlich bis ins westlich-zentrale Frankreich, in die Schweiz, die Slowakei und in die südliche Ukraine.
Der Gewöhnliche Schlupfsamen wächst in der Schweiz in Pflanzengesellschaften der Verbände der inneralpinen Felsensteppe (Stipo-Poion) und der insubrischen Trockenrasen (Diplachnion). Sie steigt in der Schweiz im Val d’Anniviers bis zu einer Höhenlage von 1000 Metern auf.
Nach Erich Oberdorfer kommt der Gewöhnliche Schlupfsamen auch in einer Pflanzengesellschaft des Verbands Alysso-Sedion im Neckargebiet in Baden-Württemberg vor. Sie wurde an einem Fundort schon 25 Jahre beobachtet und kann damit dort als eingebürgert gelten.
Die ökologischen Zeigerwerte nach Landolt et al. 2010 sind in der Schweiz: Feuchtezahl F = 1 (sehr trocken), Lichtzahl L = 4 (hell), Reaktionszahl R = 4 (neutral bis basisch), Temperaturzahl T = 4+ (warm-kollin), Nährstoffzahl N = 2 (nährstoffarm), Kontinentalitätszahl K = 5 (kontinental).

## Taxonomie
Die Erstveröffentlichung erfolgte 1753 und dem Namen Centaurea crupina durch Carl von Linné in Species Plantarum, Tomus II, Seite 909. Die Neukombination zu Crupina vulgaris Cass. wurde 1817 durch Alexandre Henri Gabriel de Cassini in Cuviers Dictionnaire des Sciences Naturelles, Band 12, S. 68 veröffentlicht. Weitere Synonyme für Crupina vulgaris Cass. sind: Centaurea crupina L., Centaurea acuta Lam. nom. illeg., Centaurea tenuifolia Salisb. nom. illeg., Crupina crupinastrum subsp. brachypappa (Jord. & Fourr.) Beauverd.